# Romeu Tuma

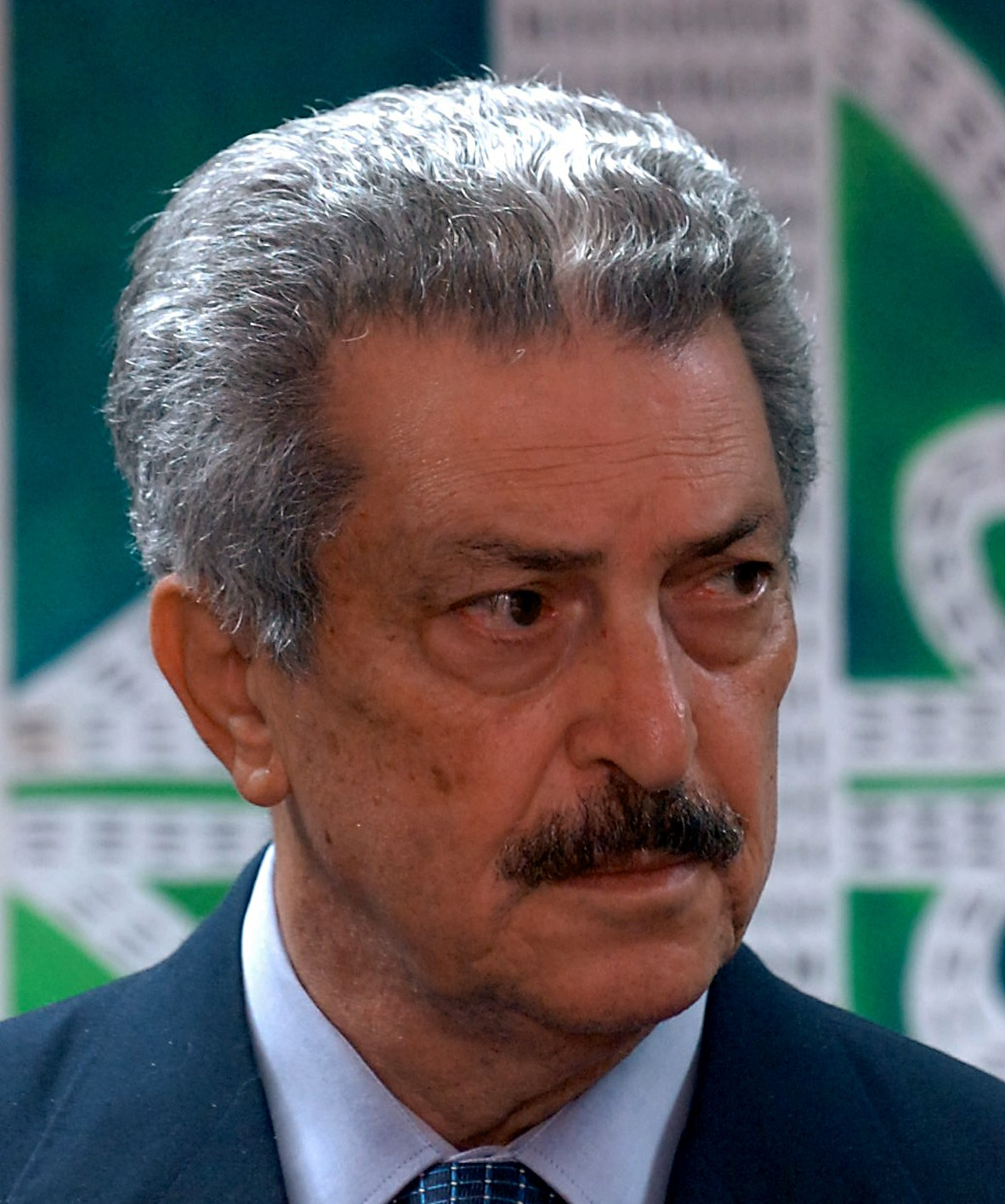
Romeu Tuma

Romeu Tuma (São Paulo, 4 de octubre de 1931 – São Paulo, 26 de octubre de 2010) fue un político brasileño y director de la Policía Federal.

## Vida política
En 1994 fue elegido senador por el Partido Liberal.
Se unió después al Partido del Frente Liberal, el actual Demócratas. Se postuló para alcalde de São Paulo en 2000, quedando en cuarto lugar. Fue reelegido senador en 2002.
En 2007 se afilió al Partido Laborista Brasileño.
Murió el 26 de octubre de 2010 en el Hospital Sirio-Libanés de São Paulo, donde había estado ingresado desde septiembre con problemas de afonía, a causa de una insuficiencia cardíaca.